# Короленковка (Карловский район)
Короленковка (укр. Короленківка) — село,
Максимовский сельский совет,
Карловский район,
Полтавская область,
Украина.
Код КОАТУУ — 5321683404. Население по переписи 2001 года составляло 232 человека.

## Географическое положение
Село Короленковка находится на одном из истоков реки Тагамлык.
На расстоянии в 1 км расположен посёлок Михайловское.
Река в этом месте пересыхает, на ней сделано несколько запруд.
Рядом проходит автомобильная дорога Т-1722.

## Экономика
- Молочно-товарная ферма.